# Yllenus nurataus
Yllenus nurataus là một loài nhện trong họ Salticidae.
Loài này thuộc chi Yllenus. Yllenus nurataus được Dmitri Viktorovich Logunov & Yuri M. Marusik miêu tả năm 2003.